# Heraema mandschurica
Heraema mandschurica är en fjärilsart som beskrevs av Ludwig Carl Friedrich Graeser 1889. Heraema mandschurica ingår i släktet Heraema och familjen nattflyn. Inga underarter finns listade i Catalogue of Life.